# TV2 (Algeria)
TV2 è il secondo canale dell'ente televisivo pubblico algerino Établissement Public de Télévision.

## Storia
È stato creato nel 1994, all'inizio trasmetteva programmi via satellite per gli algerini all'estero.
Dall'inizio del 2002 trasmette in UHF nella capitale Algeri.

## Programmazione
TV2 trasmette 24 ore su 24 programmi d'intrattenimento, di cultura e di sport. Trasmette in francese e, in alcuni programmi, anche in arabo e berbero.